# Soyuz 32
Soyuz 32 fue una misión de una nave Soyuz 7K-T lanzada el 25 de febrero de 1979 desde el cosmódromo de Baikonur con dos cosmonautas a bordo hacia la estación espacial Salyut 6.
La misión de Soyuz 32 fue acoplarse a la estación Salyut 6 para realizar diversos experimentos científicos y técnicos y para realizar labores de mantenimiento en la estación. La tripulación pasó 175 días en la estación, aunque la nave de la misión regresó tras 110 días sin tripulación humana pero cargada con resultados de experimentos científicos y material sobrante de la estación. La tripulación original de la Soyuz 32 regresó en la Soyuz 34, que se acopló, vacía y en modo automático, a la estación espacial. Durante la ocupación de la estación tuvo lugar el lanzamiento de la misión Soyuz 33, que también debía acoplarse a la misma, pero debido a un fallo en el motor de la Soyuz tuvo que regresar sin cumplir sus objetivos.
La Soyuz 32 regresó el 13 de junio de 1979.

## Tripulación

### Despegaron
- Vladimir Lyakhov (Comandante)
- Valeri Ryumin (Ingeniero de vuelo)

### Aterrizaron
- Sin tripulación

## Tripulación de respaldo
- Leonid Popov (Comandante)
- Valentin Lebedev (Ingeniero de vuelo)